# ماتیاس (ویرجینیای غربی)
ماتیاس (به انگلیسی: Mathias) یک منطقهٔ مسکونی در ایالات متحده آمریکا است که در شهرستان هاردی، ویرجینیای غربی واقع شده‌است. ماتیاس ۴۷۷٫۶۳ متر بالاتر از سطح دریا واقع شده‌است.